# Lassalle (Stefan Heym)
Lassalle ist ein Roman von Stefan Heym über den Vorsitzenden des  Allgemeinen Deutschen Arbeitervereins, Ferdinand Lassalle, der 1969 in der Bundesrepublik Deutschland und 1974 in der Deutschen Demokratischen Republik erschien. Das Werk verbindet historische Tatsachen und Erfindungen des Autors. Weil der SED die Darstellung von Marx und Engels als provokant erschien, verhinderte sie in der DDR die Veröffentlichung des Romans. Als Heym sie in einem westdeutschen Verlag vornahm, ließ sie ihn zu einer Geldstrafe von 300 Mark verurteilen.

## Handlung
Der Roman erzählt in 21 Kapiteln sowie zwei Postskripten vom Aufstieg Lassalles zum Arbeiterführer und Vorsitzenden der ersten deutschen Arbeiterpartei ADAV. In Rückblenden werden Episoden aus Lassalles Leben von etwa 1861 an bis zum Tod 1864 dargestellt.
Lassalle muss die verschiedenen Strömungen innerhalb der Arbeiterbewegung bündeln und insbesondere die revolutionären Kräfte innerhalb der Partei besänftigen. Ihm gelingt es schließlich, sich an die Spitze der Bewegung zu setzen. Ein Höhepunkt des Romans sind seine Verhandlungen mit Reichskanzler Bismarck. Dieser verkörpert den Typus des reaktionären Preußen, in dessen Atmosphäre dem Arbeiterführer einerseits politische Opposition des Establishments und andererseits Gegnerschaft aus rassistischen Gründen entgegenschlagen. So heißt es einmal pauschal über Lassalle: Er war der Ewige Jude, Sommermodell 1864, immer auf Reisen, verdammt, sein ganzes Leben lang zu suchen.  Lassalle geht auf Agitationsreisen durch das Rheinland und muss sich dabei immer wieder mit seiner angegriffenen Gesundheit auseinandersetzen.
Breiten Raum nimmt die Schilderung von Lassalles Affäre mit einer sogenannt halbjüdischen Tochter aus besserem Hause ein. Helen von Dönniges ist bereits die Verlobte von Yanko von Racowitza. Das hält den Politiker nicht davon ab, mit ihr eine Liebesbeziehung einzugehen. Helen entschließt sich, Yanko zu verlassen und Lassalle zu heiraten. Der Bräutigam und der Brautvater Wilhelm von Dönniges leisten daraufhin Widerstand und Yanko fordert den Revolutionär schließlich zum Duell. Am Ende stirbt Lassalle, nachdem ihn beim Duell eine Kugel in den Unterleib getroffen hat.

## Interpretation
Betrachtet man das Werk Heyms in der DDR, so sticht Lassalle als erster Roman heraus, der eine Kritik an Fehlentwicklungen der Arbeiterbewegung und zugleich eine Auseinandersetzung mit dem Antisemitismus darstellt. Lassalle tritt nicht nur als Politiker auf, sondern auch als assimilationswilliger Jude, dessen Herkunft und jüdische Teilidentität an einer Fülle von Stellen dokumentiert werden.
Besonders deutlich lässt sich die Ablehnung Lassalles als Jude in der Gegenüberstellung mit Marx und Engels zeigen. Der DDR-Ausgabe des Romans fügte Heym unter anderem  Textpassagen aus dem Briefwechsel zwischen Marx und Engels bei, die sie als Antisemiten erscheinen lassen. Der selbst als Jude geborene, im Alter von sechs Jahren getaufte Karl Marx kritisiert darin (zunächst noch ganz ohne antisemitischen Beigeschmack) Lassalles Rechthaberei; sein Stecken im ‚spekulativen Begriff’, nennt ihn aber schon wenige Zeilen später abfällig Itzig. Für Engels ist Lassalle ein unsichrer Freund, zukünftig ein ziemlich sichrer Feind. Er entdeckt bei ihm ein sonderbares Gemisch von Frivolität und Sentimentalität, Judentum und Chevaleresktuerei und entgleist völlig, wenn er schreibt: Der L(assalle) ist offenbar daran kaputtgegangen, daß er das Mensch [Helen von Dönniges, seine Geliebte] nicht sofort in der Pension aufs Bett geworfen und gehörig hergenommen hat, sie wollte nicht seinen schönen Geist, sondern seinen jüdischen Riemen.
Heym nutzte den Roman als Medium, um Kritik am Realsozialismus in die Figur Ferdinand Lassalles zu projizieren. Die gemeinsame jüdische Herkunft war ein Anreiz für Heym, sich mit dem Arbeiterführer zu beschäftigen und anhand seiner Biographie frühe Fehler der Arbeiterbewegung aufzudecken. In einem Interview sagte Heym: Vielleicht gibt es tatsächlich eine Verwandtschaft. Er war ein Jude und ein Revolutionär. Ich bin Jude und Sozialist. Er war eine schillernde Persönlichkeit. [...] Er kam mir vor wie ein gefallener Engel.
Auch andere Romanfiguren Heyms waren nicht nur Juden, sondern gleichzeitig Sozialisten, Kritiker, Revolutionäre, Propheten, Außenseiter, Dissidenten, Idealisten und Verstoßene: So etwa Ethan in Der König David Bericht, Ahasver oder Karl Radek.